# Крум Балабанов
Крум Якимов Балабанов е български дерматолог, професор, основоположник на българската школа по хистопатология.

## Биография
Роден е на 1. март 1905 година Завършва Втора мъжка гимназия в София. През 1929 година завършва Медицинския факултет на Софийския университет и започва работа като лекар - първоначално в Тръстеник, а след това - в Севлиево и Русе. От 1935 до 1938 година  е асистент по хистология и ембриология в Софийския университет, а от 1938 до 1970 г. работи в Кожно-венерическата клиника при Медицинска академия. През 1948-1949 г. е преподавател и ръководител на катедрата по кожни и венерически болести при Медицинския факултет на Пловдивския университет. От 1952 година е професор.  През 1963-1965 година е ръководител на Клиниката по дерматология и венерология към Висшия медицински институт, София .
Бил е член на българското дерматологично дружество и председател на библиотечния комитет на Висшия медицински институт в София. Основател е на библиотеката при Профсъюза на здравните работници. Автор е на книги, учебници, научни студии, научнопопулярни статии на български и немски език. Награден е с ордените „Кирил и Методий“ и „Червено знаме на труда“. Почетен член е на Австрийското (1960), Полското и Съветското дерматологични дружества. 
Умира през 1971 година.
Родов фонд № 2458 Балабанови (1905-2002) се съхранява в Държавен архив – София. Съставен е от 541 архивни единици.

## Съчинения

### Учебници
- Дерматология и венерология, 1957 (в съавторство с Любен Попов и Богдан Бъчваров)
- Учебник по кожни и венерически болести (за стоматолози), София, 1960
- Учебник по кожни и венерически болести, София, 1969

### Статии
- Изследвания върху взаимоотношението между липидите и маточния епител у кучета, в Годишник на Софийския университет-Медицински факултет, том 17, 1937/38;
- Beitrag zur Erythroplasie Queyra, Archiv fur Dermatologie und Syphilis (Принос към еритроплазия на Кейра), том 185, кн. 1, 1943;
- Zur Klinik der trichophytia superficialis capillitii (Ein durch Trichophyton violaceum bedingtes Favus-ahnliches Bild) (Към клиниката на трихофития суперфициалис капилитии. Една подобна на кел картина, предизвикана от трихофитон виолацеум), Dermatologische Wochenschrift, том 116, бр. 17/18, 1 май 1943 г.
- Rheumatismus cutis nodosus (Dermatitis s. dermohypodermitis rheumatica nodosa), Българска клиника, кн. 1 и 2, 1946;
- Necrobiosis lipodica diabeticorum s. dermatitis necroticans et atrophicans lipoides diabetica, Българска клиника, кн. 9-10, 1946;
- Случай на хемангиоендотелиом на тимуса с кожни метастази, Българска клиника, кн. 10, 1947 (в съавторство с Р. Райчев);
- Рецидиви след лечението на кожния рак, Сборник научни трудове на Медицинска академия „Вълко Червенков“, том 1, випуск, 1953, с. 165-177 (в съавторство с Йото Григоров);
- Принос към преканцерозните дерматози (епидермодисплазия веруциформис като преканцероза), Сборник научни трудове на Висшия медицински институт - София, том 3, випуск 1, 1955, с. 149-157, София, 1957 (в съавторство с А. Стоянов);
- Проучвания върху алергията при болни от кожна туберкулоза, Сборник научни трудове на Висшия медицински институт-София, том 2, випуск 3, 1954 г. , с. 109-126, 1955 (в съавторство с П. Цанкова);
- Beitrag zur Atiopathogenese der Lipoidosis cutis et mucosae (Lipoidproteinose) (Принос към етиопатогенезата на lipoidosis cutis et mucosae (липоидпротеиноза), Dermatologische Wochenschrift, том 131, кн. 19, 1955. (в съавторство с А. Стоянов и Б. Бъчваров);
- Опитът ни от лечението на кожната туберкулоза с хидрацида на изоникотиновата киселина (Първи впечатления и резултати), Съвременна медицина, кн. 12, 1955, с. 33-41 (в съавторство с Н. Ангелов);
- Нашият опит от лечението на кожната туберкулоза и туберколозния епидидимит с нови лечебни средства, Известия на медицинските институти при отделението за биологически и медицински науки при Българската академия на науките, кн. 11 и 12, 1955. (в съавторство с А. Леков);
- Klinische und experimentalle Untersuchungen uber die Hauttuberculose mit Rucksicht auf ihre Behandlung (Клинично и експериментални проучвания върху кожната туберкулоза с оглед на лечението), Dermatologische Studien, том 28, 1956, с. 110-115. (в съавторство с Л. Попов);
- Лечение на кожната туберкулоза и туберкулозния епидидимит с хидрацида на изоникотиновата киселина в комбинации с други противотуберкулозни средства,  сп. Съвременна медицина, кн. 5, 1959, с. 52-59 (в съавторство с Л. Попов, Б. Баждеков, Л. Боянов, Й. Димитрова);
- Лечение на цервико-фациалната актиномикоза, Съвременна медицина кн.8, 1958, с. 68-73 (в съавторство със Сл. Георгиева);
- Някои функционални и биохимични проучвания при лупус еритематодес с оглед изясняване патогенезата на заболяването, Сборник научни трудове на Висшия медицински институт - София, том 39/7/, випуск 6, 1960, с. 205-235 (в съавторство със С. Самсонова и Л. Попов);
- On the vascular changes in dermohypodermitis" (Съдови промени при дермохиподермит), сп. Acta medica. Медицински институт-София, том 42, випуск 4, 1963.(в съавторство с А. Константинов);
- Mykosen in Abhangigkeit von terrain-faktoren, (Гъбични заболявания в зависимост от терена), Dermatologische Monatschrift, том 157, 1971. (в съавторство с В. Наумов)